# Hattarvík
Hattarvík is een dorp dat behoort tot de gemeente Fugloyar kommuna in het oosten van het eiland Fugloy op de Faeröer. Hattarvík heeft 17 inwoners. De postcode is FO 767. Hattarvík is de meest oostelijk gelegen bewoonde plaats op de Faeröer. Het dorp wordt omringd door hoge bergen.
Hattarvík werd gesticht in het jaar 900. Er is een veerverbinding met Hvannasund en driemaal per week komt de helikopter uit Klaksvík en de hoofdstad Tórshavn.
Er is een weg naar Kirkja, het andere dorp op het eiland.